# Cyperus tenax
Cyperus tenax är en halvgräsart som beskrevs av Johann Otto Boeckeler. Cyperus tenax ingår i släktet papyrusar, och familjen halvgräs. Inga underarter finns listade i Catalogue of Life.